# Stary Borek
Stary Borek – wieś w Polsce położona w województwie zachodniopomorskim, w powiecie kołobrzeskim, w gminie Kołobrzeg. W latach 1946–54 siedziba gminy Stary Borek.
Przy południowej części wsi leży jezioro Borek.

## Nazwa
Nazwę Stary Borek wprowadzono urzędowo w 1947 roku, zastępując poprzednią niemiecką nazwę miejscowości – Altbork.

## Komunikacja
- przez Stary Borek przebiega droga powiatowa nr 0310Z z Karcina do Kołobrzegu. Od miejscowości odchodzi także droga powiatowa nr 0251Z o długości 3 km do Grzybowa[4].
- w miejscowości znajduje się przystanek kolejowy Stary Borek, na trasie Goleniów–Kołobrzeg–Koszalin.

## Schronisko młodzieżowe, OSP
- w odległości 150 metrów od przystanku kolejowego, działa całoroczne Niepubliczne Szkolne Schronisko Młodzieżowe posiadające 90 miejsc noclegowych[5].
- w miejscowości ma siedzibę jednostka Ochotniczej Straży Pożarnej włączona do krajowego systemu ratowniczo-gaśniczego[6].